# Sågdammen, Bohuslän
Sågdammen är en sjö i Kungälvs kommun i Bohuslän och ingår i Göta älvs huvudavrinningsområde. Sågdammen ligger i Svartedalen Natura 2000-område. Sjön är 2,5 meter djup, har en yta på 0,1 kvadratkilometer och befinner sig 35 meter över havet. Sjön saknar namn hos Lantmäteriet eller ingår i Mittevättnorna.
Sjön finns inte på karta från 1750 utan bildades när den tidigare bäcken dämdes upp i samband med att ett sågverk uppfördes. Detta sågverk (en ramsåg), som ligger vid Sågdammens östra ände,  är numera helt raserad. Av kartan från 1750 framgår att det fanns en 80 meter lång tjärn - Holmewatnet - omedelbart sydväst om den plats där sågverket senare uppfördes. Denna tjärn är nu helt igenväxt efter utdikning. 